# Dekanat Kunów
Dekanat Kunów – jeden z 25 dekanatów w rzymskokatolickiej diecezji sandomierskiej. Został ustanowiony 19 kwietnia 2016 przez biskupa Krzysztofa Nitkiewicza.

## Parafie
W skład dekanatu wchodzi 9 parafii, które wydzielono z Dekanatu Szewna:
- parafia Wniebowzięcia NMP – Boleszyn;
- parafia MB Częstochowskiej – Chmielów
- parafia św. Jana Chrzciciela – Grzegorzowice;
- parafia Niepokalanego Poczęcia NMP – Janik;
- parafia św. Władysława – Kunów;
- parafia MB Matki Kościoła i św. Stanisława Kostki – Nagorzyce;
- parafia św. Franciszka z Asyżu – Nietulisko Duże;
- parafia MB Królowej Polski – Nowy Skoszyn;
- parafia św. Apostołów Piotra i Pawła – Waśniów.

## Sąsiednie dekanaty
Sienno (diec. radomska), Starachowice–Południe (diec. radomska), Szewna, Święty Krzyż.